# Kings Canyon (Australië)
Kings Canyon is een kloof in het Nationaal Park Watarrka in het Noordelijk Territorium, Australië. gelegen aan de westrand van de George Gill Range, op 323 km ten zuidwesten van Alice Springs en 1316 km ten zuiden van Darwin.
De wanden van Kings Canyon zijn meer dan 300 meter hoog. In de bodem van de kloof stroomt Kings Creek. Een deel van de kloof is een heilige plaats voor de Aboriginals. Bezoekers wordt daarom ook gevraagd niet af te wijken van de wandelpaden.

## Wandelroutes
Er lopen meerdere wandelroutes doorheen Kings Canyon.
De kortste (Kings Creek Walk) is een tweetal kilometer lang (heen en terug), duurt ongeveer een uur en volgt Kings Creek. Op het einde ervan is een platform met zicht op de kloofwanden erboven.
De 6 km lange, 3 à 4 uur durende Kings Canyon Rim Walk loopt over de toppen van de canyon. Ze begint met een steile klim ("Heartbreak Hill") die de wandelaars leidt naar de top, van waaruit men een spectaculair zicht heeft over de omgeving. Halverwege de wandeling leidt een zijwegje naar de Garden of Eden, een oase met permanent water en een uitbundige plantengroei. De tweede helft van de wandeling loopt langs een doolhof van verweerde zandsteen. Vandaar uit daalt de weg geleidelijk naar het vertrekpunt.
Een wandeling die aanbevolen wordt voor onervaren wandelaars is die naar Kathleen Springs (2,6 km heen en terug, ongeveer 1,5 uur). Borden langs de weg geven informatie over de eeuwenoude Aborigine-cultuur en over de recente vee-industrie. De wandeling leidt naar een door een bron gevoede waterpartij aan het begin van Kathleen Gorge. Op deze frisse plaats kan men rustig genieten van de omgeving.
Het is af te raden hier te wandelen tijdens het midden van de dag vanwege de hitte. Zonnecrème, hoofddeksel, water (minstens 1 liter per wandeluur op het heetst van de dag) en een vliegennetje (in de warmste maanden) zijn noodzakelijk.